# المعهد الثانوي بقرمبالية
المعهد الثاوني بقرمبالية هو معهد ثانوي تونسي . تم افتتاحه في 1964-1965.